# كولين فيليكس
كولين فيليكس هي رامية الرمح ‏ غرينادية، ولدت في 30 نوفمبر 1989 في سانت جورجز في غرينادا.

## وصلات خارجية
- كولين فيليكس على موقع الاتحاد الدولي لألعاب القوى (الإنجليزية)